# Zentraler Kapitalmarktausschuss
Der Zentrale Kapitalmarktausschuss (ZKMA) ist ein von Geschäftsbanken in Deutschland betriebener Finanzausschuss, bestehend aus 11 Mitgliedern. Die Mitgliedschaft ist freiwillig.
Er wurde 1957 gegründet und verfolgt das Ziel, einer Überforderung des Kapitalmarktes durch die kontrollierte Emissionsplanung entgegenzuwirken. Er gibt Empfehlungen zur Emissionsplanung der privaten Emittenten und auch der öffentlichen Hand. 
Anhand dieser Empfehlungen wird z. B. ein Zeitplan für die Neuausgabe von Anleihen der Bundesrepublik Deutschland, der Börsengang von Unternehmen usw. exakt geplant, da der Kapitalmarkt nur eine begrenzte Aufnahmefähigkeit hat.